# Milian Stijepovič
Milian Stijepovič (ur. 8 marca 1968) – słoweński lekkoatleta specjalizujący się w rzucie oszczepem, który w pierwszych latach kariery reprezentował Jugosławię.
W 1986 odpadł w eliminacjach podczas mistrzostw świata juniorów, a w kolejnym sezonie uplasował się na dziesiątym miejscu juniorskiego czempionatu Starego Kontynentu. Zwyciężył w igrzyskach krajów bałkańskich w Ankarze (1988). Dwa razy był mistrzem Słowenii.
Rekord życiowy: 79,32 (16 lipca 1988, Ankara) – do 2011 roku rezultat ten był rekordem Słowenii. 

## Osiągnięcia
| Rok  | Zawody                      | Miejsce    | Pozycja           | Wynik |
| ---- | --------------------------- | ---------- | ----------------- | ----- |
| 1985 | Mistrzostwa Europy juniorów | Chociebuż  | 15. miejsce       | 58,50 |
| 1986 | Mistrzostwa świata juniorów | Ateny      | el. – 21. miejsce | 64,44 |
| 1987 | Mistrzostwa Europy juniorów | Birmingham | 10. miejsce       | 66,10 |
| 1988 | Igrzyska bałkańskie         | Ankara     | 1. miejsce        | 79,32 |